# 4 (Whigfield-album)
 For alternative betydninger, se 4 (flertydig). (Se også artikler, som begynder med 4)
4 er det fjerde studiealbum fra den dansk dance-sanger Whigfield. Det blev udgivet i 2002.
Albummet blev genudgivet i 2004 under titlen Was A Time - The Album efter udgivelsen af singlen "Was a Time" i Tyskland. Dette album indeholdt singlen "Was a Time", samt de numre, der indgik i den oprindelige udgivelse af 4. den inkluderede også en bonus-DVD med musikvideoer til nogle af Whigfields tidligere singler.

## Spor
1. "Gotta Getcha
2. "Amazing & Beautiful
3. "Beep Beep
4. "Boys Boys Boys
5. "Fantasy
6. "Candy
7. "I Knew Before
8. "My Love's Gone
9. "Get Get Get
10. "Take Me To The Summertime
11. "Outside Life
12. "Welcome To Fun
13. "My My
14. "Every Single Day & Night
15. "Tomorrow

### Was A Time - The Album Tracklist
CD
1. "Was A Time"
2. "Amazing & Beautiful"
3. "Beep Beep"
4. "Boys Boys Boys"
5. "Fantasy"
6. "Candy"
7. "I Knew Before"
8. "My Love's Gone"
9. "Get Get Get"
10. "Take Me To The Summertime"
11. "Outside Life"
12. "Welcome To Fun"
13. "My My"
14. "Every Single Day & Night"
15. "Tomorrow"
16. "Gotta Getcha"

DVD
1. "Was A Time"
2. "Saturday Night"
3. "Think of You"
4. "Sexy Eyes"
5. "Big Time"
6. "Close To You"
7. "Gimme Gimme"
8. "Baby Boy"
9. "No Tears To Cry"
10. "Givin' All My Love"
11. "Be My Baby"
12. "Last Christmas"
13. "Another Day"